# Палатальные взрывные согласные
Палатальные взрывные согласные — согласные, образуемые смычкой между средней частью спинки языка с твёрдым нёбом (palatum).
Акустически и артикуляционно находятся примерно между палатализованными переднеязычными и палатализованными велярными согласными.

## Характеристика
- Место образования: палатальные
- Способ образования: взрывные
- Ротовые согласные
- Сонорность: шумные согласные

Для носителей русского языка палатальные взрывные акустически находятся примерно посередине между мягкими «ть, дь» и «кь, гь». Но так как в русском (литературном и большинстве диалектов) собственно палатальных нет, то русские по ситуации слышат либо ть, либо кь.

## Типы
По источнику воздуха различаются пульмонические (лёгочные), абруптивные, имплозивные и щёлкающие палатальные взрывные.
- Пульмонические различаются по типу фонации следующие палатальные :
  - глухой ([c] — латинская буква «с»)
  - придыхательный ([cʰ])
  - звонкий ([ɟ] — «перечёркнутый йот без точки»)
- абруптивный взрывной ([c’])
- Имплозивные палатальные взрывные:
  - звонкий ([ʄ]): синдхи
  - глухой ([ʄ̥]): серер
- щёлкающий палатальный ([ǂ]) — койсанские языки

## Распространение
В разных языках встречаются от одной до трёх палатальных взрывных согласных, различающихся типом фонации. Согласные этого типа довольно неустойчивы и проявляют склонность к переходу в аффрикаты, палатальные же или чаще альвео-палатальные. При этом последние всё равно могут называться в описаниях «палатальными», поэтому следует каждый раз проверять действительно ли взрывные
палатальные имеются в виду.

### c
Одна фонема с глухим и звонким аллофонами
- язык Западной пустыни: kutju [kucu] «1»

### c / cʰ
| Язык       | Чистый глухой /c/                        | Глухой придыхательный /cʰ/      |
| ---------- | ---------------------------------------- | ------------------------------- |
| гэльский   | Gàidhlig ˈkɑːlʲəc / ˈkɑːlʲəkʲ «гэльский» | ceann [cʰɛunˠ] «голова»         |
| исландский | «afsakið» [afsacɪð] «извините»           | ég skil [jɛːɣ scʰɪːl] я понимаю |

### c / ɟ
| Язык        | Глухой                              | Звонкий                        |
| ----------- | ----------------------------------- | ------------------------------ |
| ирландский  |                                     | Gaeilge [ˈgeːlʲɟə] «гэльский»  |
| гвено       | [ca] «приходить»                    |                                |
| асу         | [cúma] «сеять»                      | [mbuɟi] «коза»                 |
| динка       | car [car] «чёрный»                  | jir [ɟir] «тупой»              |
| чешский     | čeština [ˈʧɛʃ.cɪ.na] «чешский язык» | dělám [ɟɛlaːm] «делаю»         |
| словацкий   | deväť [ˈɟɛvæc] «9»                  | ďaleký [ˈɟaʎɛkiː] «далёкий»    |
| латышский   | ķirbis ['cirbis] «тыква»            | ģimene ['ɟimene] «семья»       |
| албанский   | kuq [kuc] «красный»                 | gjuha [ˈɟuha] «язык»           |
| овернский   | tirador [ciʀaˈdu] «рисовальщик»     | diguèt [ɟiˈgɛ] «он сказал»     |
| лимузенский | tireta [ciˈʀetɒ] «рисовальщик»      | dissèt [ɟiˈʃɛ] «он сказал»     |
| баскский    | ttantta [canca] «капелька»          | anddere [anɟeɾe] «кукла»       |
| венгерский  | tyúk [cuːk] «курица»                | gyám [ɟaːm] «опекун»           |
| греческий   | κέδρος [ˈce̞.ðro̞s̠] «кедр»            | άγγελος [ˈa(ɲ).ɟe.los] «ангел» |
| македонский | вреќа [vrɛca] «мешок»               | раѓање [raɟaɲɛ] «рождение»     |
| арабский    |                                     | جبل [ɟæbalʲ] «гора»            |

### c: / ɟ / cʰ / c’
Рядом есть карточка звука c’.
- тиндинский язык — сильный /c:/ реализуется как палатальная аффриката [cç].

| Язык       | придыхательный         | абруптивный              | сильный | звонкий              |
| ---------- | ---------------------- | ------------------------ | ------- | -------------------- |
| тиндинский | /kyila/ [cila] «хутор» | /k’yuta/ [c'uta] «козёл» |         | /gyaru/ [ɟaru] «шея» |

## Путаница в терминологии
«Палатальными согласными» часто называют другие согласные, возникшие в результате палатализации. Так, за «палатальными смычными» могут скрываться альвео-палатальные аффрикаты [tʃ dʒ tɕ dʑ].
Символ <c> в фонологически-ориентированных транскрипциях используется для глухой свистящей аффрикаты (= МФА <ts>) и в таком качестве гораздо больше знаком русскоязычному читателю.
В то же время символы, используемые в МФА для палатальных взрывных (<c, ɟ>), могут также (согласно устаревшей версии того же МФА) использоваться для палатализованных велярных взрывных [kʲ, ɡʲ], или палатальных аффрикат [c͡ç, ɟ͡ʝ], или альвео-палатальных аффрикат [t͡ɕ, d͡ʑ], или даже для постальвеолярных аффрикат [t͡ʃ, d͡ʒ]. Так как настоящие палатальные взрывные относительно редки в языках мира, при обнаружении таких символов в описании есть смысл проверить, что имеется в виду.
Палатальные согласные также не следует путать с палатализованными согласными, основное место образования которых является другим, но с дополнительным сближением средней части языка с твёрдым нёбом. Таковыми, например, являются русские мягкие согласные (которые противопоставлены таким же, но не-палатализованным, или твёрдым, согласным).

### Примеры языков с «ненастоящими» палатальными
- Индоарийские языки